# American chess bulletin
American chess bulletin – amerykańskie czasopismo szachowe, ukazujące się w latach 1904–1914 w Nowym Jorku. Po wznowieniu wydawania po I wojnie światowej wychodziło do 1963.